# Cucumber (tv-serie)
Cucumber er en britisk tv-serie fra 2015. Serien følger et homoseksuelt par, som går fra hinanden pga. den ene parts(Henrys) manglende sexlyst. Henry stikker af fra sin ekskæreste Lance og flytter ind hos nogle unge mænd på en adresse, som ikke er godkendt til beboelse, han mister efterfølgende sit job og løber konstant ind i problemer.
Lance er ikke tilfreds med sin og Henrys sexliv, hvilket er grunden til, at der er problemer i forholdet. Han arbejder i et undervandscenter, hvor han falder for en dykker, som er heteroseksuel, men som alligevel er besat af homoseksuelle, som han udtrykker mange negative holdninger om, samtidig med at han svagt gør tilnærmelser til Lance.
Serien bliver vist på Channel 4, den er skabt af Russell T. Davies.
Serien består af 8 episoder, hvor af den første blev vist i Storbritannien d. 22. januar 2015. Den sidste episode bliver vist d. 12. marts 2015. 
Seriens historie bliver også nævnt i serien Banana, som kører sideløbende med Cucumber. Nogle af skuespillerne optræder også i Banana. 
Hvert afsnit af Cucumber varer ca. 45 minutter. 